# 1712

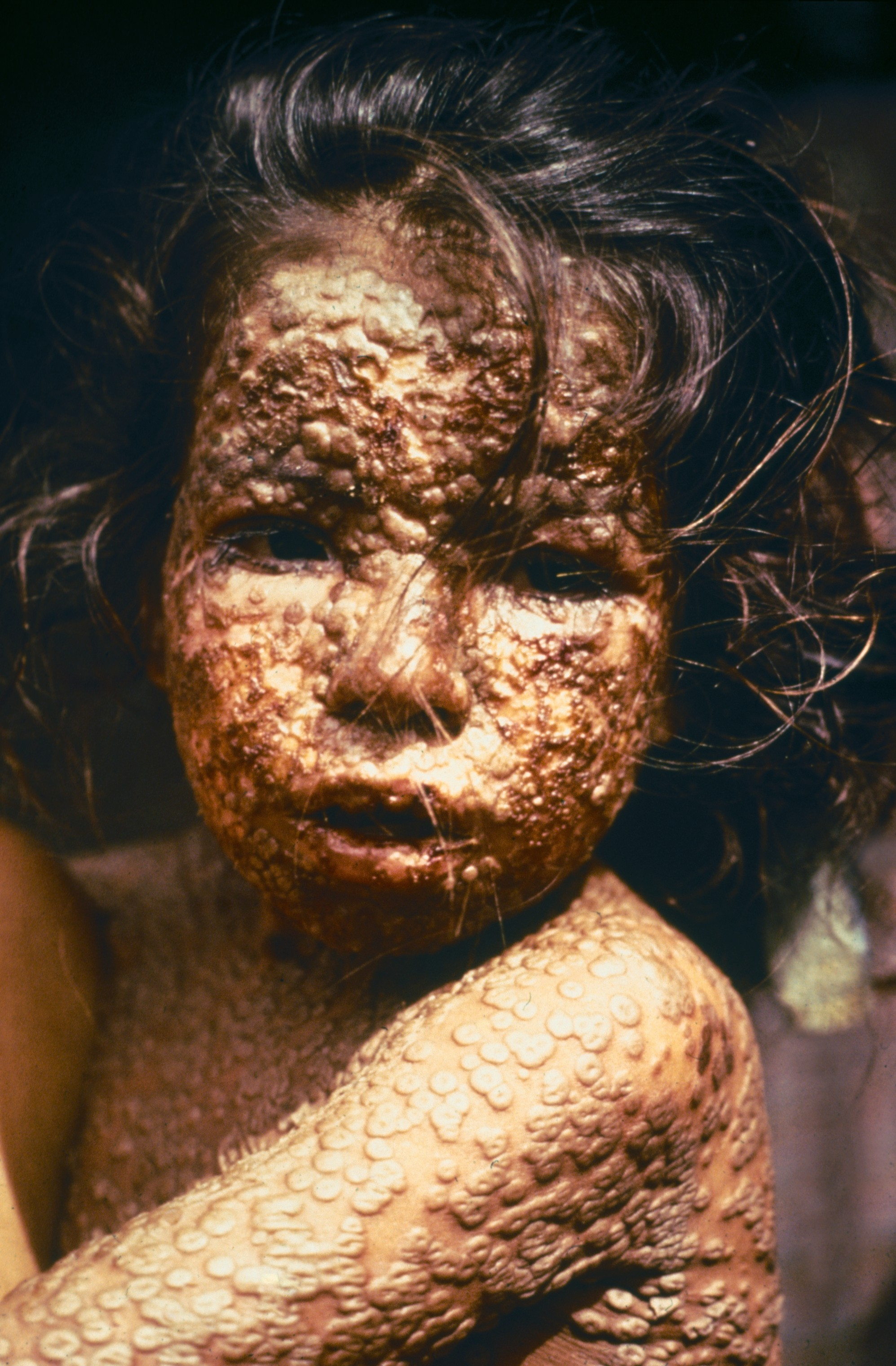
Pokken

Het jaar 1712 is het 12e jaar in de 18e eeuw volgens de christelijke jaartelling.

## Gebeurtenissen
januari
- 24 - De Britse kolonie Carolina op de Noord-Amerikaanse kust wordt gesplitst in North Carolina en South Carolina.

februari
- 30 - In Zweden wordt een extra schrikkeldag ingelast, omdat er wordt overgeschakeld van de Zweedse kalender naar de juliaanse kalender.

april
- 6 - Een groep slaven in New York sticht brand in een pand op Broadway. Als kolonisten de brand proberen te blussen, worden ze met messen en bijlen aangevallen door de slaven, die er vervolgens vandoorgaan. Ze worden achterhaald en ter dood veroordeeld, en de uit de Hollandse tijd stammende rechten van slaven worden ingeperkt.

mei
- 19 - Tsaar Peter de Grote verplaatst zijn hoofdstad van Moskou naar het nieuwgebouwde Sint-Petersburg.

augustus
- 11 - De protestantse en de katholieke kantons in het Zwitserse Eedgenootschap sluiten de Vrede van Aargau.

september
- 7 - Denemarken bezet het Duitse hertogdom onder de Zweedse kroon Bremen-Verden.

zonder datum
- De stad Gouda vaardigt een keur uit waarin de vestiging van joden uit Duitsland wordt verboden.
- Er breekt een pokkenepidemie uit in de Kaapkolonie. Vooral de autochtone Khoikhoi bevolking wordt zwaar getroffen, omdat zij vrijwel geen weerstand bezitten.
- Thomas Newcomen construeert zijn stoompomp om de tinmijnen van Dartmouth droog te houden.

## Muziek
- Antonio Vivaldi componeert La Stravaganza, de 12 concerten opus 4.

## Bouwkunst

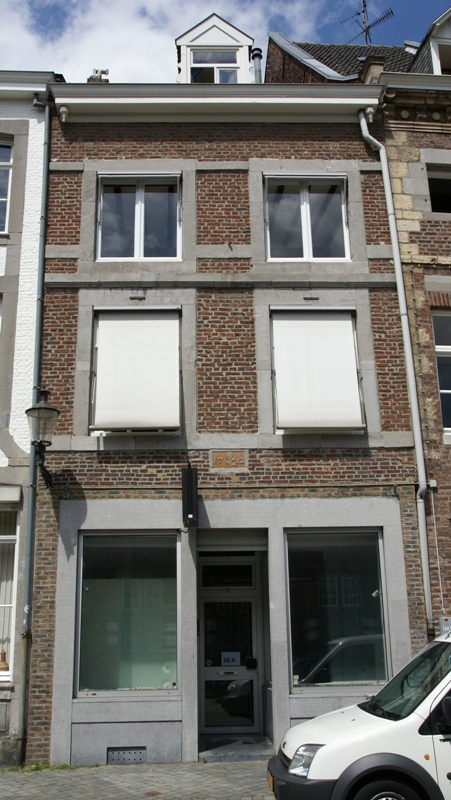
Woonhuis, Maastricht (1712)

## Geboren
januari
- 1 - Karel van Nassau-Usingen, vorst van Nassau-Usingen (overleden 1775)
- 17 - John Stanley, Engels componist en organist
- 24 - Koning Frederik II van Pruisen

maart
- 22 - Edward Moore, Engels (toneel)schrijver

juni
- 28 - Jean-Jacques Rousseau (te Genève)

oktober
- 5 - Francesco Guardi, Italiaans kunstschilder

## Overleden
april
- 29 - Juan Cabanilles Barberá (67), Spaans componist en organist

juli
- 12 - Richard Cromwell (85), 'Lord Protector' van Engeland, Schotland en Ierland (r.1658 - 1659)

augustus
- 14 - Friedrich Zachau (48), Duits componist

september
- 14 - Giovanni Domenico Cassini (87), Italiaans astronoom